# 白石悌三
白石 悌三（しらいし ていぞう、1932年12月20日 - 1999年7月5日）は、日本の近世文学研究者、福岡大学名誉教授。専門は俳諧。

## 経歴
福岡県立修猷館高等学校を卒業し、九州大学に入学。1956年九州大学文学部文学科国文学専攻卒業、1962年同大学大学院文学研究科博士課程単位取得満期退学、九州大学助手。1964年福岡大学講師、1966年同助教授。1968年、立教大学助教授、1974年同教授。1977年、福岡大学教授、人文学部長をつとめた。1983年『去来先生全集』により文部大臣奨励賞を受賞。1999年、福岡大学定年退職、名誉教授。同年7月に死去した。
遺著では、芭蕉後の享保期の俳諧研究書、英一蝶、芳賀一晶、水間沾徳らの研究に対する新しい俳観史観を提示している。

## 著書
- 『芭蕉』花神社 1988.6
- 『江戸俳諧史論考』九州大学出版会 2001.10

## 共編著
- 『年表資料近世文学史』 松崎仁、谷脇理史共編 笠間書院 1977.4
- 『芭蕉物語 蕉風の<人と詩>の全体像をさぐる』 乾裕幸共編 有斐閣ブックス 1977.6
- 『連句への招待』 乾裕幸共著 有斐閣新書 1980.5
- 『西鶴と近松』 おなつ清十郎・おさん茂兵衛 松崎仁共編 和泉書院 1982.3
- 『新日本古典文学大系』 70 芭蕉七部集 上野洋三と校注 岩波書店 1990.3
- 『松尾芭蕉 永遠の旅人』 田中善信共著 新典社 1991.4（日本の作家）